# Teatro popular
Teatro popular, diz-se de um gênero de teatro destinado às camadas menos elitistas da nação. Um teatro feito em circos, praças e espaços públicos, por artistas mambembes, e sobretudo voltado para o gosto ingênuo do povo por isso o teatro popular é relacionado ao humanismo europeu
Muito em voga durante o século XX em todo o mundo ocidental,  representado por grupos de atores pequeno-burgueses que tinham por ideal um teatro acessível ao povo e transformador da sociedade para uma sociedade popular e socialista. Para tais grupos, o dramaturgo e diretor alemão Bertolt Brecht foi o grande autor e inspirador.
O teatro começou a existir a partir do século XV em diante. O gênero teatro popular recebe este nome justamente porque atingia todas as camadas da sociedade. Mas antigamente  era feito de maneira bem diferente. Tudo era na base do improviso, com cenas ao ar livre, nas ruas e em espaços públicos. As peças, portanto, eram gratuitas e tinham o poder de transformar a mente do povo daquela época.

## Histórico
No final dos anos 1950, surge um público interessado em ver abordadas, no palco, questões políticas em contexto nacional. Nessa tendência podem-se identificar duas vertentes - uma de caráter regionalista e outra de caráter ideológico. Ariano Suassuna e João Cabral de Melo Neto podem ser incluídos no que Décio de Almeida Prado identifica como a Escola do Recife, que atravessa vários estilos e períodos históricos, desde Hermilo Borba Filho a Luiz Marinho. Nas peças de Suassuna, o povo é capaz de enfrentar o poder e até de vencê-lo. O nacionalismo é aqui uma conseqüência do regionalismo.
Em 1960, a fundação do Centro Popular de Cultura da UNE - CPC, marca o início de uma prática teatral voltada para a revolução social. Enquanto a vertente regionalista atribui ao teatro a tarefa de promover sua popularização, no sentido de ir para onde o povo está e falar sua língua, o teatro revolucionário praticado pelo CPC pretende ensinar ao povo um novo vocabulário, dando a ele uma visão política sobre sua vida. Se o teatro regionalista cultiva a religiosidade por fazer parte da cultura popular, o teatro revolucionário a bane por ser instrumento das classes dominantes para promover a resignação. O golpe militar de 1964 interrompe a prática do CPC e seus dramaturgos migram para o Grupo Opinião. No final da década de 1960, o Teatro de Arena e Opinião serão os responsáveis pelas mais importantes peças e encenações na linha de um teatro brasileiro voltado para os problemas sociais.
Na segunda metade da década de 1970, considerando que a censura, o Teatro de vanguarda e o teatro comercial promovem um "vazio cultural" na história brasileira, intelectuais e artistas se reúnem em prol de um teatro nacional-popular. O movimento retoma os princípios de uma dramaturgia crítica e realista, cujos melhores exemplos são Gota d'Água, de Paulo Pontes e Chico Buarque, 1975, e O Último Carro, de João das Neves, 1978.
Surgidos na década de 1990, os grupos Folias d'Arte, a Companhia do Latão e a Companhia de Arte e Malas-Artes são alguns representantes voltados a essa tendência, demonstrando que uma visão específica do "popular" ainda permanece em cena. Fruto dos tempos da censura e repressão, o teatro popular também tem seu lugar nos dias de hoje, recontextualizado para uma circunstância política globalizada e neoliberal.